# Stephens Salient Six
Der Stephens Salient Six war ein Mittelklasse- und Oberklasse-Automobil, das unter dieser Bezeichnung von 1917 bis 1922 und technisch weitgehend identisch bis 1924 als Six resp. 6-20 produziert wurde. Hersteller war bis 1922 die Stephens Automobile Branch der Moline Plow Company und ab 1922 die Stephens Motor Car Company. Die Gesamtproduktion von Stephens wird von unter 20.000 bis 35.000 Automobile geschätzt. Die Moline Plow Company gehörte zeitweilig den von John North Willys kontrollierten Unternehmen.
Mit der Loslösung der Automobilabteilung von Moline Plow und der Bildung der Stephens Motor Car Company wurde die vormalige Abteilung selbständig. Wie das neue Unternehmen finanziert wurde, ist unklar. Moline Plow hatte jedoch angekündigt, sich auf das Kerngeschäft Landmaschinenbau konzentrieren zu wollen. In der Geschäftsführung scheint es kaum zu Veränderungen gekommen zu sein, was auf ein Management Buy Out hinweisen könnte.
Mit der Serie 70 wurde die Modellbezeichnung Salient Six eingeführt, die bis Ende 1922 Bestand hatte und die Serien 70, 80 und 90

## Vorgeschichte
1915 begann der in Moline (Illinois) ansässige Landmaschinen- und Traktorenhersteller Moline Plow Company mit der Vorbereitung einer eigenen Automobilproduktion, mit der ein Markteinbruch im Kerngeschäft Landmaschinenbau aufgefangen werden sollte. Der Stephens Six war ein Mittelklasse-Personenwagen, dessen Entwurf vom Ingenieur Edward T. Birdsall stammte. Die Produktion wurde in Detroit vorbereitet, jedoch in Freeport (Illinois) eingerichtet, wo sie während der ganzen Produktionszeit der Stephens-Automobile verblieb. Auch der Salient Six entstand hier. Zuständig dafür war die Tochtergesellschaft Stephens Automobile Branch, die von Matthew A. Steele geleitet wurde. Chefingenieur war John T. Trumble, der zuvor ähnliche Stellungen bei den in Flint (Michigan) domizilierten Autobauern Monroe Motor Company und Chevrolet Motor Company innegehabt hatte. Letztere gehörte damals noch nicht zu General Motors.
Alle Stephens wurden als Assembled Cars wahrgenommen, d. h. Auto, dies aus zugekauften Komponenten zusammengestellt wurden. Dies war ein verbreitetes Verfahren, das aber oft als qualitativ weniger gut wahrgenommen wurde. Im Fall des sorgfältig konstruierten Stephens Six und seine Nachfolger traf das wohl nicht zu, ein Marktnachteil war es aber allemal.

## Technik
Obwohl viele Komponenten eigens für Stephens hergestellt wurden, galt das Fahrzeug in der öffentlichen Wahrnehmung als Assembled vehicle, d. h. ein Auto, das aus zugekauften Komponenten zusammengestellt wurde. Solche Marken gab es zu Dutzenden und kaum eine hielt sich längere Zeit und ihre Produkte (auch LKW oder Traktoren) wurden oft als von minderer Qualität gesehen – oft zu Unrecht, wie etwa Argonne, Biddle, Cole, Daniels, Handley-Knight, Kenworthy, Meteor, Revere, Richelieu oder Roamer belegen.
Auch der Stephens war seriös konstruiert und solide gebaut. Technisch war er unauffällig; sein Sechszylindermotor mit anfangs 57 und später 59 bhp war Klassenstandard.

### Motor
Für das Vorgängermodell hatte Stephens einen konventionellen, seitengesteuerten Sechszylinder Continental Typ 7-W mit einem Hubraum von 224,0 c.i. (3670 cm³) und 55 bhp (41 kW) verwendet. Er wurde im Salient Six durch einen obengesteuerten der Root & Vandervoort Engineering Company (R & V) in East Moline ersetzt. Weil dieses Unternehmen bereits die meisten Motoren für die landwirtschaftlichen Geräte der Muttergesellschaft Moline Plow Company lieferte, war es auch für den Stephens eine natürliche Wahl. 1920 übernahm Moline Plow R & V.
Interessanterweise hat der R & V-Motor mit 3¼ Zoll Bohrung (82,55 mm) und 4½ Zoll Hub (114,3 mm) die gleichen Dimensionen wie sein Vorgänger von Continental. Mit 57 bhp (42,5 kW) @ 2600/min in der Version bis 1922 und 59 bhp (44,0 kW) @ 2750/min in den Serien 10 und 20 (1923–1924) leistet er unwesentlich mehr als dieser Vorgänger. Die Kurbelwelle ist dreifach gelagert. In Verbindung mit einem Fedders-Wasserkühler und einem Oakes-Lüfter mit kugelgelagertem Ventilator hat auch er die damals verbreitete Thermosiphonkühlung, die ohne Druck im Kühlsystem arbeitet.
Eine technische Besonderheit des R & V-Motors war es, dass die Luft durch Kanäle im Zylinderkopf zu den Brennräumen geführt wurde. Hier wurde sie von den Auspuffgasen vorgewärmt, was zu einer besseren Verbrennung führen sollte. Der Hersteller meinte, dass so auch schlechte Treibstoffe „geknackt“ und optimal verbrannt würden. Kühlkanäle, die am Wasserkreislauf hingen, sollten die Temperatur begrenzen um eine Überhitzung zu verhindern. Tatsächlich waren die damals oft anzutreffenden, minderwertigen Treibstoffe ein ständiges Problem. Sehr große Ventile sollten das Füllen und Leeren der Brennräume beschleunigen. Die Ventile mit doppelten Ventilfedern konnten bei laufendem Motor an einer Schraube eingestellt werden. Der Zylinderkopf war abnehmbar.
Stephens verwendete sowohl Tillotson- wie auch Stromberg-Fallstromvergaser, gespiesen mittels Stewart Vakuum-Benzinförderung.
Die elektrische 6-Volt-Anlage wurde von einer U.S.L.-Batterie mit 113 Amp betrieben. Zündung, Anlasser und Beleuchtung lieferten AutoLite (bis 1920), Connecticut (1921–1922) und Delco (1923–1924). Auch die halbautomatische Zündverstellung, die mit einem Schieberegler am Lenkrad betätigt wurde, war ein Delco-Produkt.
Nach dem N.A.C.C.-Rating wurde die Leistung auf 35,25 PS taxiert. Infolge der Messmethode, die nur auf die Bohrung eingeht, lagen alle Stephens-Motoren bei dieser Leistung. Daraus leiten sich auch die 25,3 Steuer-PS in Großbritannien ab. Bis 1920 publizierte Stephens die Leistung gemäß N.A.C.C., danach als realistischere bhp. Der daraus resultierende „Leistungssprung“ von 25,3 auf 57 resp. 59 bhp ist also keine Folge von technischen Änderungen.

### Kraftübertragung
Das Fahrzeug hatte natürlich Kardanantrieb. Das Dreiganggetriebe mit Rückwärtsgang ließ Stephens nach eigenen Plänen anfertigen. Als Besonderheit wurde eine kugelgelagerte Ausgangswelle erwähnt. Die Trockenscheibenkupplung mit 10 Zoll Durchmesser wurde von Borg & Beck bezogen.

### Fahrgestell und Aufhängung
Das Fahrgestell besteht aus einem konventionellen Pressstahl-Leiterrahmen mit fünf Traversen und je einem Torsion tube an jedem Ende. Es gab zeittypisch Starrachsen von und hinten; letztere wurde von Timken zugeliefert. Die Blattfedern wurden zumindest für spätere Modelle von Mather bezogen. An der Series 90 maßen sie vorn 37½ Zoll (95,3 cm) und hinten 52½ Zoll (133,4 cm) bei jeweils 2 Zoll (5,1 cm) Breite.
Der Salient Six erhielt Holzspeichen-Artillerieräder mit Reifen der Dimension 32 × 4½ Zoll und abnehmbarem Radkranz; ein Zulieferer war Stanweld. Die Lenkung kam von Gemmer., gebremst wurde mittels Trommeln an der Hinterachse. Die Handbremse wirkte auf eine Trommel am Getriebeausgang.
Der Radstand änderte mehrfach:
- 118 Zoll (2997 mm): Salient Six Series 70, 1918–1919[6]
- 122 Zoll (3099 mm): Salient Six Series 80 und 90, 1920–1922[13][14]
- 117 Zoll (2972 mm): Salient Six Series 10, 1923[15]
- 124 Zoll (3150 mm): Six und 6-20 Series 20, 19123–1924[16]

Die Spurweite wird bei der Series 90 mit 56 Zoll (1422 mm) vermerkt; für andere Baureihen fehlen die Angaben.

### Karosserien
Eine Besonderheit der Stephens-Automobile war ihre Karosserie. Sie wurde nach den Prinzipien des Individual-Karosseriebau von Hand erstellt nach Prinzipien, die auch bei Automobilen im obersten Preissegment angewandt wurden. Die Struktur bestand aus gelagertem Hartholz und wurde mit Stahlblech beplankt.

### Ausstattung
Die umfangreiche Grundausstattung umfasste eine Saal-Zentralchassisschmierung, einen Stewart-Tacho bis 75 mph (), elektrische Hupe, Lufteinlässe vor der Windschutzscheibe, ein Getriebeschloss als Diebstahlsicherung und sogar eine Kellogg-Luftpumpe für die Reifen. Lieferbar war ein Boyce-Motometer. Die Kühlermaske war offenbar in vernickelter oder lackierter Ausführung erhältlich.

## Modellgeschichte
Der Stephens wurde als Six (Series 60) ab Mai 1916 verkauft. Diese Version hatte einen Motor von Continental, einen Radstand von 115 Zoll (2921 mm) und war als 5-sitziger Touring (wahrscheinlich Modell 64) erhältlich. Zum Jahreswechsel 1916/1917 wurde ein 3-sitziger Roadster Modell 62 nachgeschoben. Bei Markteinführung kosteten beide US$ 1150.

### Salient Six Series 70 (1918–1919)

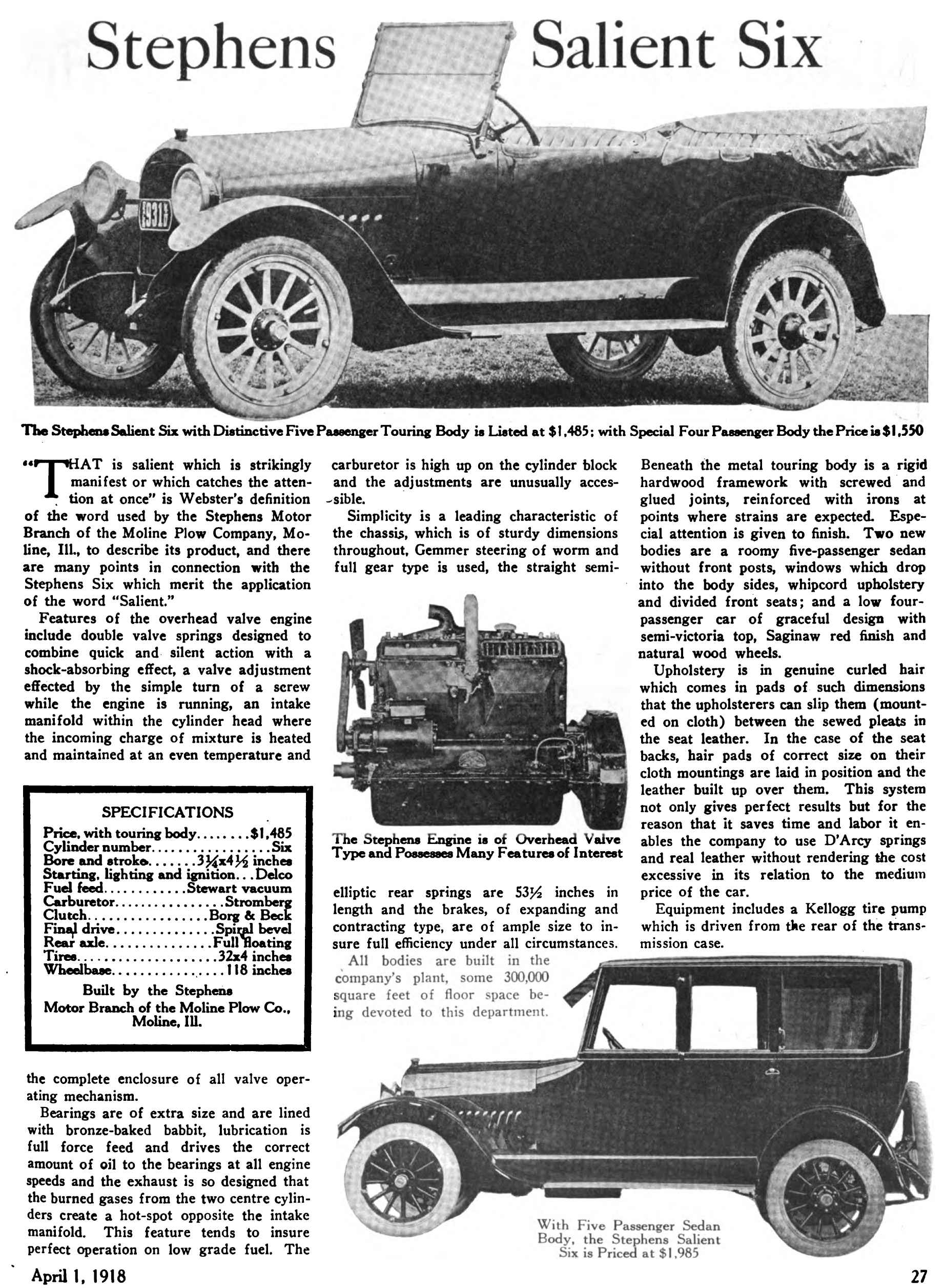
Stephens Salient Six in der Fachzeitschrift Horseless Age, 1. April 1918. Gezeigt wird auch der neue Sedan der Serie 70

Mit der Serie 70 wurde die Modellbezeichnung Salient Six eingeführt, der Radstand wuchs auf 118 Zoll (2997 mm). Die größte technische Änderung betraf jedoch den Motor, der nach den Angaben von Stephens bei der Root & Vandervoort Engineering Company (Markenname R & V) angefertigt wurde. Er war obengesteuert und leistete mit 57 bhp (42,5 kW) @ 2600/min. unwesentlich mehr als der Vorgänger. Der Motor erhielt Anlasser, Beleuchtung und Zündanlage von Delco, einen Stromberg-Fallstromvergaser und eine Stewart-Vakuumbenzinförderanlage. Das Fahrzeug hatte ein Dreiganggetriebe und eine Borg-&-Beck-Kupplung. Das Differential war spiralverzahnt und m mit 4,75 : 1 untersetzt.
Die Holzspeichen-Artillerieräder mit Reifen der Dimension 32 × 4 Zoll wurden übern
1918 war ein Roadster Modell 72 zu US$ 1485.- das einzige Modell. Es wurde für 1919 aufgegeben, stattdessen gab es nun je einen 4-sitzigen (Modell 74-A), 5-sitzigen (Modell 74-B) und 6-sitzigen Touring (Modell 74) zu US$ 1675.-, 1775.- resp. 1850.-. Ein viersitziges Victoria (Modell 76) zu USä 1975.- war vom Touring abgeleitet und nahm die späteren Foursome-Modelle vorweg. Mit dem 5-sitzigen Sedan (Modell 75?) erschien der erste geschlossene Stephens. Mit US$ 1985.- war er vergleichsweise günstig; vor Einführung der Massenproduktion von solchen Fahrzeugen (etwa bei Essex ab 1922) konnten solche, aufwendig herzustellenden, Varianten bis zum doppelten Preis eines Touring kosten.
Die Front des Wagens erinnerte an zeitgenössische Fahrzeuge der Marken Dodge und Citroën, er war aber größer als diese.

### Salient Six Series 80 (1920–1921)
Ab Ende 1919 begann sich die Abteilung als Moline Plow Company, Stephens Motor Works zu bezeichnen.
Die technischen Änderungen in der Series 80 sind minimal. Der Radstand wuchs auf 122 Zoll (3099 mm) und die Zündanlage erst auf AutoLite und dann auf Connecticut umgestellt. 1920 gab es wieder einen Roadster, und das gleich doppelt: 2-sitzig als Modell 82 und 4-sitzig als Modell 82-A. Beide kosteten je US$ 1975.-. Dazu kamen wiederum ein 6-sitziger Touring (Modell 84, US$ 2050.-) und der 5-sitzige Sedan (Model 85). Dieser war drastisch teurer geworden und kostete, wie das neue und nur in diesem Jahr angebotene Coupé US$ 3050.-. Für 1921 entfielen das genannte Coupé und der 4-sitzige Roadster, dafür erschien neben dem 6-sitzigen wieder ein 4-sitziger Touring (Modell 84-A). Der Sedan wurde zum 6-Sitzer und kostete nun stolze US$ 3400.-. Alle offenen Varianten erfuhren eine Preiserhöhung auf US$ 2400.-.

## Weblinks

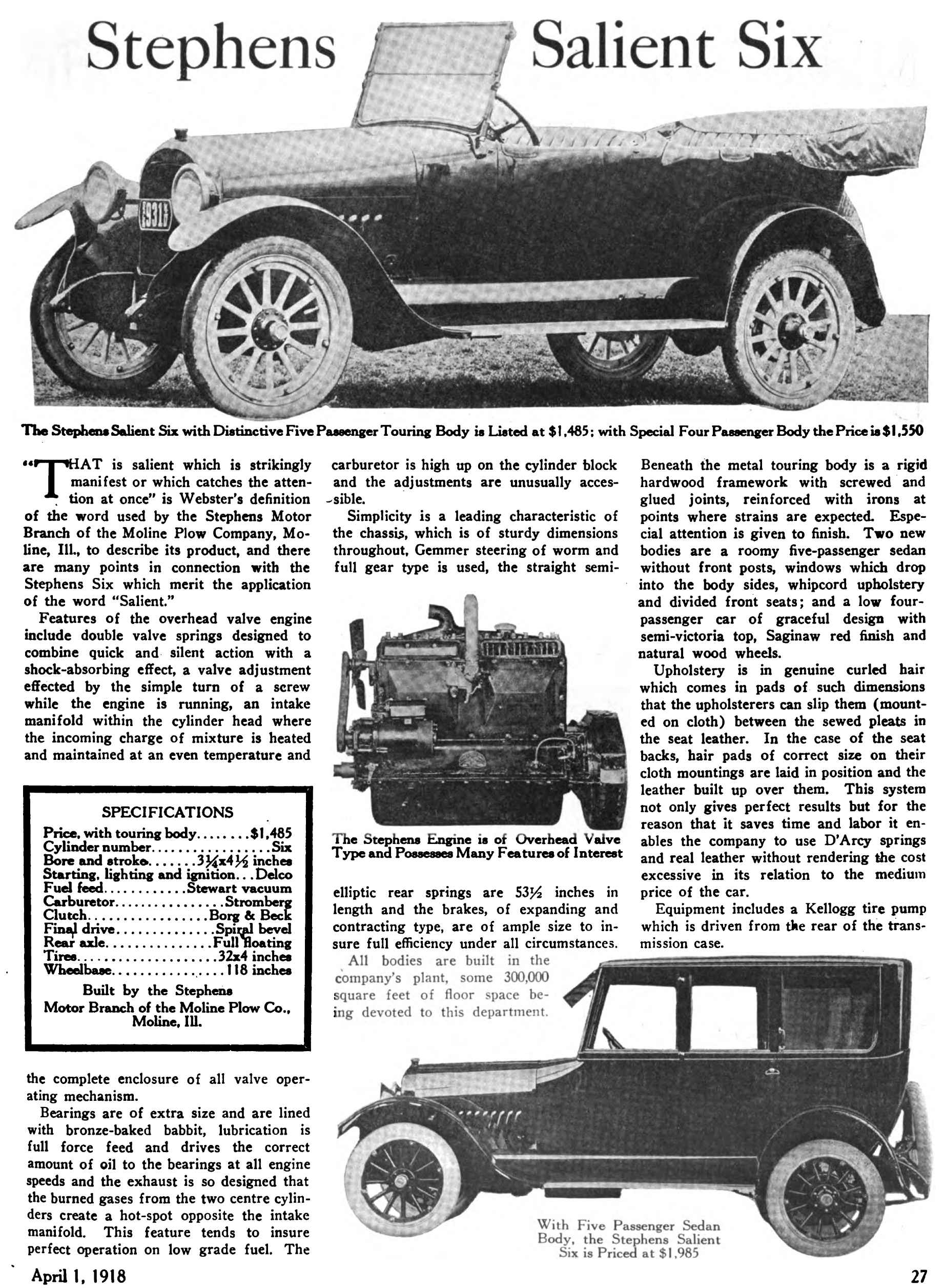
>Horseless Age, Vol. 43, No. 7, 1. April 1918, S. 27: Stephens Salient Six

### Salient Six Series 90 (1922)
Der Stephens Salient Six Series 90 für das Modelljahr 1922 war erneut kaum verändert. Ein optisches Unterscheidungsmerkmal ist das neue rechteckige Logo mit einem zu einem Blitz stilisierten „S“ und dem Schriftzug Stephens darunter. Der Radstand blieb bei 122 Zoll (3099 mm), es wurden nun Reifen der Dimension 33 × 4½ Zoll verwendet. Weiterhin sind Stromberg-Vergaser belegt. Es findet sich auch eine Angabe zur Spurweite, die mit 56 Zoll (1422 mm) vermerkt wurde. Die Preise wurden drastisch gekürzt.
In seinem letzten Produktionsjahr erhielt der Wagen gemäß Verkaufsbroschüre nicht weniger als 11 Karosserievarianten, so viele wie nie zuvor. Diese aufzuschlüsseln, ist nicht einfach. Eine Verkaufsbroschüre zeigt darin nur acht; der Standard Catalogue of American Cars 1805–1942 listet sieben.
Die Identifizierung wird zusätzlich erschwert, weil Stephens in den eigenen Unterlagen nur die Modellnummern anzeigt, der Standard Catalogue hingegen nur die Karosseriebezeichnung ohne Modellnummer verwendet. Fest steht, dass es zwei Roadster gab: Modell 92 in Standardausführung und Modell 92-B mit „Helm“-Kotflügeln, Trittstufen und Houk-Drahspeichenrädern oder modischen Vollscheibenrädern. Sie kosteten US$ 1800.- resp. 1900.-, wobei es eine Vermutung ist, dass Modell 92-B die teurere Ausführung war.
Es gab mindestens drei offene Viersitzer: Touring, Touring Victoria (je US$ 1850.-) und Victoria (US$ 1950.-); letztere wird auch als Foursome bezeichnet. Dazu kamen 6-sitzige Touring und Special Touring zu US$ 1850.- resp. 1950.-, wobei unklar ist, ob sich „Special“ auch auf andere Kotflügel und Räder bezog oder auf eine bessere Ausstattung. Der Katalog bildet mit den Modellen 94, 94-A, 94-B und 96 vier Touring im Profil ab, allerdings ohne die Unterschiede zu erklären. Modell 94-A ist, analog dem Roadster 92-B, eine Sportversion mit kurzen vorderen Kotflügeln, vier Trittstufen anstelle der durchgehenden Trittbretter aber mit Holzspeichenrädern.
en; die neuen vorderen Kotflügel endeten seitlich vom Torpedoblech. Der 6-sitzige Sedan blieb das einzige geschlossene Modell. Er kostete weiterhin US$ 3400.- Der Prospekt für 1922 zeigt einen weiteren viertürigen Sedan, Modell 93., der sich jedoch nicht in der Liste des Standard Catalogue of American Cars 1805–1942 findet.

### Ein neuer Six
Die einzige wirkliche Modellpflege für den Stephens gab es 1923. Auch sie war eher kosmetisch, an der Technik änderte sich erneut wenig. Die neue Kühlermaske erinnerte an den erfolgreichen Reo-Personenwagen. Die Motorleistung stieg für beide Baureihen auf 59 bhp. Erstmals wurden zwei Serien gleichzeitig angeboten, die sich technisch kaum unterschieden. Es gab drei verschiedene Hinterachsübersetzungen; eine für Series 20 und zwei für Series 10, die sich sonst nur im Radstand unterschieden.
Der bislang verwendete Stromberg-Fallstromvergaser wurde durch einen Tillotson ersetzt, wie er auch bei Willys-Knight oder Handley-Knight verwendet wurde. Einige Karosserievarianten waren nur in der einen oder anderen Baureihe erhältlich. Aus den deutlichen Preisunterschieden zwischen den Serien 10 und 20 lässt sich das Bemühen der Geschäftsleitung ableiten, durch Diversifizierung nach unten die Verkaufszahlen positiv zu beeinflussen. Das Experiment endete nach einem Jahr mit der Einstellung der Serie 10.

### Six Series 10 (1923)
Die neue Series 10 erhielt ein Fahrgestell mit 117 Zoll (2972 mm) Radstand und Räder mit Reifen der Dimension 32 × 4 Zoll, wie sie bereits zu Beginn der Produktionszeit für den Stephens Six verwendet worden waren. In der Series 10 waren in vier Varianten lieferbar. Belegt sind Model 12, ein 3-sitziger Roadster zu US$ 1345.-, Model 15, ein 5-sitziger Touring zu nur noch US$ 1295.-, Model 16, eine Touring Sedan genannte, 5-sitzige Coach zu US$ 1595.- und Model 18, ein viertüriger, 6-sitziger Sedan zu US$ 1950.-.
Die Untersetzung an der Hinterachse betrug 5,09:1 für Touring und Sedan und 4,66:1 für die beiden anderen Modelle.

### Six Series 20 (1923–1924)
Mit einem Radstand von 124 Zoll (3150 mm) war Series 20 das längste Stephens-Modell; nun aber war er kürzer als der Hauptrivale Packard (Single Six), der von 116 Zoll (2946 mm) auf 126 Zoll (3200 mm) resp. 133 Zoll (3378 mm) angewachsen war.
Series 20 umfasste mit Model 24 einen 7-sitzigen Touring zu US$ 1685.-, einen ebenfalls 7-sitzigen, viertürigen Sedan Model 27 zu US$ 2385.- und als zweifellos attraktivstes Modell den 26 Sport mit 4 Sitzen zu US$ 1985.-, für den auch die Bezeichnung Foursome belegt ist.
Die Untersetzung an der Hinterachse betrug 5,5:1 für alle drei Varianten.

### 6-20 Series 20 (1924)
Für das Modelljahr 1924 gab es wiederum nur eine Baureihe; Series 10 entfiel ersatzlos. Neu für das Modelljahr 1924 erschien der Stephens unter dem Modellnamen 6-20, woraus ersichtlich wird, dass es sich um die Fortführung der Series 20 des Vorjahres handelt. Technische Änderungen sind nicht bekannt, die Preise für die unverändert angebotenen drei Versionen sanken auf US$ 1585.- für Model 24, Touring (minus US$ 100.-), US$ 2250 für Model 25 (neue Bezeichnung für den Sedan, minus US$ 135.-) und nur noch US$ 1750.- für den attraktiven Foursome, nunmehr Model 24-B genannt. Diese Fakten deuten auf eine Vereinfachung in der Produktion und möglicherweise eine Ausstattungsbereinigung hin, ohne dass sich dafür aber hätten Belege finden lassen.
Die Produktion des Stephens endete im Sommer 1924.

## Produktion
Die exaktesten Produktionszahlen finden sich im Standard Catalogue of American Cars 1805–1942. Nach dieser Quelle entstanden 1.337 Six und 17.809 Salient Six samt Six Series 10 und 20und 6-20.

## Trivia
Im Fernsehfilm Truman von 1995 ist ein Stephens Salient Six (Victoria) Touring zu sehen.